# 新里裕之
新里 裕之（しんざと ひろゆき、1980年8月29日 - ）は、沖縄県島尻郡南風原町出身の元サッカー選手、サッカー指導者。

## 来歴
沖縄県立宜野湾高校出身。元日本代表の我那覇和樹とは同級生で、全国高校サッカー選手権に2度、FWでコンビを組んで出場した。
高校卒業後、九州共立大学を経て群馬FCホリコシに入団。その後、地元クラブである沖縄かりゆしFCに移籍した。
2003年には方針の違いからラモス瑠偉らとともにクラブを集団退団し、沖縄県社会人3部リーグの新規チームとしてFC琉球を発足。初代監督(選手兼任)に就任した。2005年にはヘッドコーチに就任。琉球はJFLまでカテゴリーを上げた。2009年より監督に復帰し、フィリップ・トルシエ総監督とともにチームを指導した。2011年限りで監督を退任。
2012年、ブラウブリッツ秋田のヘッドコーチに就任。2013年から2014年まではゼネラルマネージャーを務めた。
2015年に栃木SCの強化担当に就任。2016年からは強化部長を務めた。2016年4月にはトップチームのコーチも兼任する事が発表された。栃木は2017年のJ3リーグで2位に入り、J2復帰を達成した。2019年7月で強化部長を辞任した。
栃木の強化部長を辞任後、2019年にサガン鳥栖の強化部スタッフに就任。2021年にはゼネラルマネージャーに就任。同年6月には株式会社サガン・ドリームスの取締役にも就任した。同年9月に取締役を辞任し、10月にはゼネラルマネージャーも退任。
2022年、SKNザンクト・ペルテン(オーストリア・2.ブンデスリーガ)のジャパンスポーツマネージャーに就任する事が発表された。

## 所属クラブ
- 1996年 - 1998年 沖縄県立宜野湾高校
- 1999年 九州共立大学
- 2000年1月 - 8月 群馬FCホリコシ
- 2000年8月 - 2002年 沖縄かりゆしFC
- 2003年 - 2004年 FC琉球

## 経歴
- 2003年 FC琉球
  - 2003年 トップチーム 監督(選手兼任)
- 2005年 - 2011年 FC琉球
  - 2005年 - 2008年 トップチーム ヘッドコーチ
  - 2009年 - 2011年 トップチーム 監督
- 2012年 - 2014年 ブラウブリッツ秋田
  - 2012年 トップチーム ヘッドコーチ
  - 2013年 - 2014年 ゼネラルマネージャー
- 2015年 - 2019年 栃木SC
  - 2015年 強化担当
  - 2016年 - 2019年 強化部長
  - 2016年 トップチーム コーチ(強化部長兼任)
- 2019年 - 2021年 サガン鳥栖
  - 2019年 - 2020年 強化部
  - 2021年 ゼネラルマネージャー
- 2022年 -  SKNザンクト・ペルテン
  - 2022-23年 -  ジャパンスポーツマネージャー